# Sarkofag jedrske elektrarne Černobil
Sarkofag jedrske elektrarne Černobil ali zaščitna zgradba (ukrajinsko: Об'єкт "Укриття") je bila masivna jeklena in betonska konstrukcija, ki je pokrivala stavbo jedrskega reaktorja št. 4 jedrske elektrarne v Černobilu. Načrtovan je bil tako, da omeji radioaktivno onesnaženje okolja po katastrofi v Černobilu leta 1986, tako da zapre najbolj nevarno območje in ga zaščiti pred izpostavljenostjo vremenskim vplivom. Nahajal se je na velikem omejenem območju, znanem kot Černobilsko izključitveno območje.
Prvotno rusko ime je Объект "Укрытие" (Obyekt Ukrytiye), kar pomeni zavetje ali pokrov, v nasprotju s sarkofagom.
Sarkofag je zaprl in preprečil uhajanje 200 ton radioaktivnega korija, podobnega lavi, 30 ton močno onesnaženega prahu in 16 ton urana in plutonija. 
Do konca leta 1996 se je struktura poslabšala do te mere, da so bili potrebni številni stabilizacijski ukrepi. Ocenjeno je, da so notranje ravni sevanja na nekaterih območjih dosegle 10000 röntgenov na uro (običajno sevanje ozadja v mestih je običajno približno 20–50 mikroröntgenov na uro, smrtna doza pa 500 röntgenov v 5 urah). Sprejeta je bila odločitev o zamenjavi sarkofaga z novo varno zaporo, projekt gradnje ograje pa je bil končan.

## Gradnja
Načrtovanje sarkofaga se je začelo 20. maja 1986, 24 dni po nesreči. Kasnejša gradnja je trajala 206 dni, od junija do konca novembra istega leta. Prva naloga pred začetkom gradnje je bila zgraditi hladilno ploščo pod reaktorjem, da prepreči, da bi vroče jedrsko gorivo zažgalo luknjo v podnožju. Rudarji premoga so bili pozvani, da so izkopali potreben predor pod reaktorjem, do 24. junija 1986 pa je štiristo rudarjev prekopalo 168 metrov dolg predor. Ko je stavba postala preveč radioaktivna, ni bilo mogoče neposredno priviti matic in vijakov ali neposredno zavariti sarkofaga, zato je bilo to delo opravljeno na daljavo, kjer je bilo to mogoče. Šivov sarkofaga pa ni bilo mogoče popolnoma zategniti.
Celoten postopek gradnje je bil sestavljen iz osmih stopenj: čiščenje in betoniranje ozemlja okoli poškodovanega reaktorja 4, postavitev začetnih armiranobetonskih zaščitnih sten po obodu, gradnja ločitvenih sten med reaktorjema 3 in 4, kaskadna gradnja sten, prekrivanje turbine, montaža stolpne podporne stene, postavitev nosilcev in namestitev pokrova reaktorskega prostora ter na koncu namestitev prezračevalnega sistema.
Med postavitvijo sarkofaga je bilo porabljenih več kot 400000 m3 betona in 7300 ton kovinskega ogrodja. Stavba je na koncu zaprla 740000 m3 močno onesnaženih ostankov, skupaj z onesnaženo zemljo.11. oktobra 1986 je sovjetska vladna komisija sprejela poročilo z naslovom "Sklep o zanesljivosti in vzdržljivosti pokrivnih konstrukcij in varstvu pred sevanji jedrskega reaktorja 4 Černobilske elektrarne". Sarkofag ima več kot 60 izvrtin, ki omogočajo opazovanje notranjosti jedra. Marsikje je bila konstrukcija načrtovana tako, da ima prezračevalne jaške, ki omogočajo nekaj konvekcije znotraj. Vzpostavljeni so bili filtrirni sistemi, tako da skozi te luknje ne bo ušel radioaktivni material.

## Tekoče številke
Današnje zavetišče je zgrajeno na vrhu ruševin reaktorske stavbe. "Mamutov žarek", ki podpira streho zavetišča, se naslanja deloma na konstrukcijsko nezgrajeno zahodno steno reaktorske stavbe, ki je bila poškodovana v nesreči. Zahodni konec strehe zavetišča je podprt s steno na točki, označeni z osjo 50. Ta stena je armiranobetonska in je bila zaradi nesreče razpokana.

### Oblikovana jeklena konstrukcija za stabilizacijo
DSSS je rumen jekleni predmet, ki je bil postavljen ob poškodovanem reaktorju; visok je 63 metrov in ima vrsto konzol, ki segajo skozi zahodno podporno steno in je namenjen stabilizaciji sarkofaga. To je bilo storjeno, kajti če bi se porušila stena reaktorske zgradbe ali streha zaklonišča, bi se velike količine radioaktivnega prahu in delcev sprostile neposredno v ozračje, kar bi povzročilo veliko novo izpuščanje radioaktivnosti v okolje. Decembra 2006 je bila "konstruirana stabilizacijska jeklena konstrukcija" (DSSS) razširjena, dokler se 50% obremenitve strehe (približno 400 ton) ni preneslo s stene osi 50 na DSSS.

### Zgornji biološki ščit
Nadaljnja grožnja zavetišču je jeklena in betonska plošča, ki je pred nesrečo tvorila zgornji biološki ščit (UBS), ki se nahaja nad reaktorjem. To betonsko ploščo je eksplozija v jedru reaktorja vrgla navzgor, sedaj pa počiva približno 15 ° od navpičnice. Položaj zgornjega biološkega ščita je po naravi nevaren, saj ga le ostanki podpirajo v skoraj pokončnem položaju. Zrušitev biološkega ščita bi še poslabšala pogoje prahu v zavetišču, morda bi razširila določeno količino radioaktivnih snovi iz zavetišča in lahko poškodovala samo zavetišče. UBS je disk s premerom 17,7 metra, težak 1000 ton in sestavljen iz 2000 železnih kock, ki se nahajajo nad kanalom za gorivo. Ščit se uradno imenuje komponenta E in vzdevek Elena. Zviti snopi goriva, ki so še vedno pritrjeni nanjo, se imenujejo Elenaini lasje.

## Nadomestilo
22. decembra 1988 so sovjetski znanstveniki napovedali, da bo sarkofag trajal le 20 do 30 let, preden bodo potrebna obnovitvena vzdrževalna dela. Leta 1998 je bil s pomočjo Evropske banke za obnovo in razvoj končan konservatorski program, ki je vključeval zavarovanje strešnih nosilcev pred propadom. Kljub temu dežja povzročena korozija nosilnih nosilcev še vedno ogroža celovitost sarkofaga. Ugotovljeno je bilo, da ko voda skozi luknje na strehi pušča skozi sarkofag, postane radioaktivno onesnažena in nato skozi tla reaktorja pronica v tla. 
Nova varna zapora, zgrajena novembra 2016, omogoča razstavljanje sarkofaga in odstranjevanje radioaktivnega materiala. Zadrževalni prostor naj bi nadomestil obstoječi sarkofag leta 2015. Vendar so zamude in vrzel v financiranju v višini 100 milijonov EUR povzročile celoletno zamudo, preden so jo novembra 2016 prestavili na mesto.
Od leta 2020 v stavbi potekajo testiranja vgrajenih sistemov.    